# Hodkov (Zbraslavice)
Hodkov (německy Hodkow) je vesnice, část obce Zbraslavice v okrese Kutná Hora. Nachází se asi čtyři kilometry jihozápadně od Zbraslavic. Prochází tudy železniční trať Kutná Hora – Zruč nad Sázavou. Železniční stanice Hodkov se nachází asi dva kilometry východně od vesnice (u křížení se silnicí), Hodkov zastávka je necelý kilometr jihovýchodně od obce, na severním břehu Panského rybníka.
Hodkov je také název katastrálního území o rozloze 6,94 km².

## Historie
První písemná zmínka o vesnici pochází z roku 1375.

## Pamětihodnosti
- Hodkovský zámek vznikl po roce 1850, v roce 1912 ho nechal přestavět v historizujícím slohu Alfréd Šebek víceméně do současné podoby. V roce 1945 byl zestátněn a později, až do devadesátých let 20. století, sloužil jako dětský domov.[3] Zámek je v soukromém vlastnictví (nepřístupný) a byl kompletně zrekonstruován.
- Kostel svatého Václava se nachází asi jeden kilometr jihovýchodně od centra vesnice, při silnici Hodkov – Hodkov železniční stanice. Původní kostel vznikl někdy kolem roku 1270 (dochováno např. románské okno). Některé prvky (např. hrotitá okna presbytáře) naznačují možnou gotickou přestavbu, o které však nejsou známy žádné podrobnosti. Zásadní barokní přestavba proběhla roku 1767, ze které pochází západní průčelí a barokní štít.[4]
- Jihovýchodně od vesnice se nachází památkově chráněné tvrziště,[5] které je pozůstatkem hodkovské tvrze doložené poprvé v roce 1414. Tvrz byla opuštěna v polovině šestnáctého století a koncem osmnáctého století bylo její zdivo rozebráno na stavební materiál.[3]
- Zvonička nedaleko zámku.[6]

## Fotogalerie

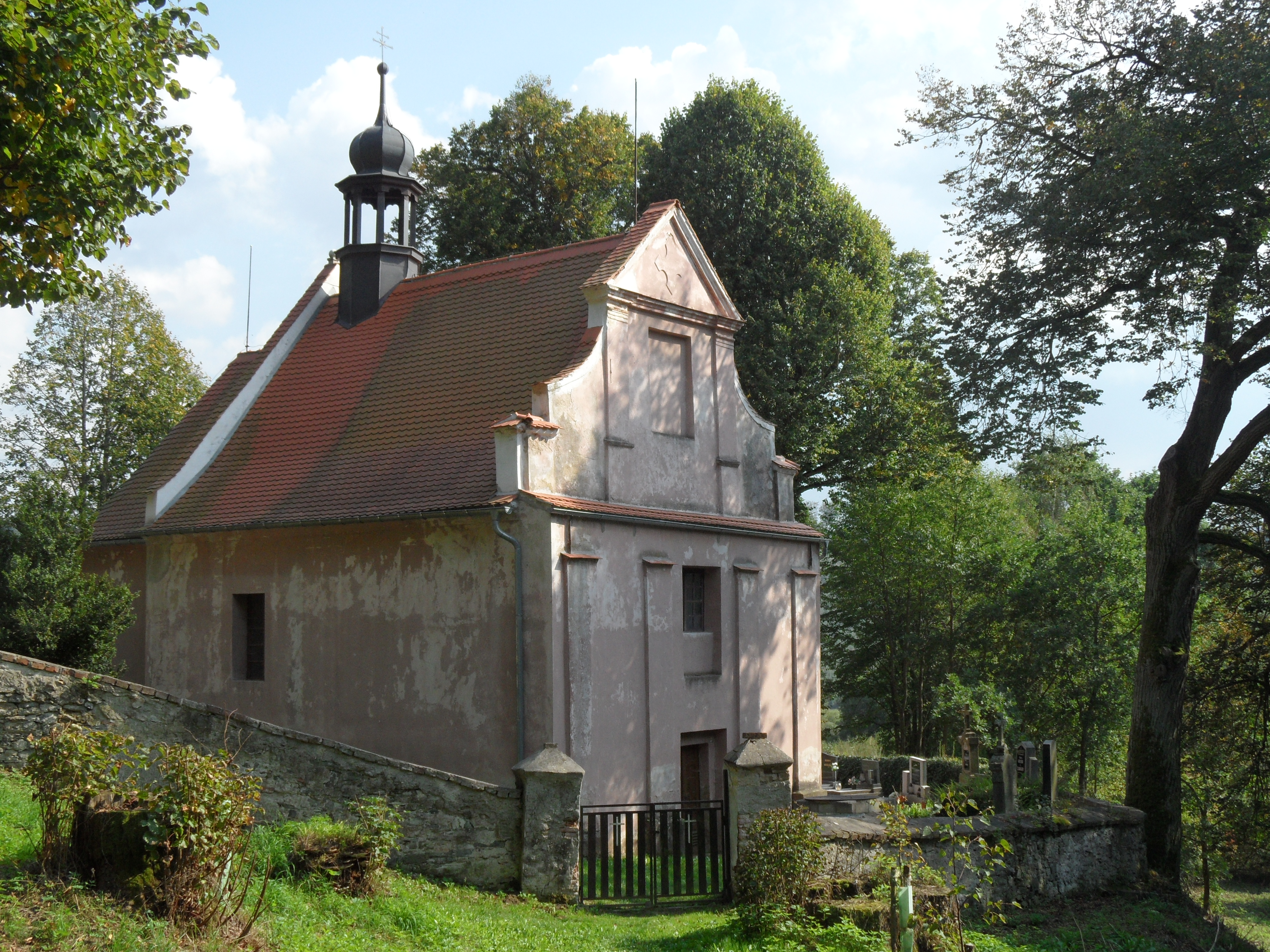
Kostel svatého Václava
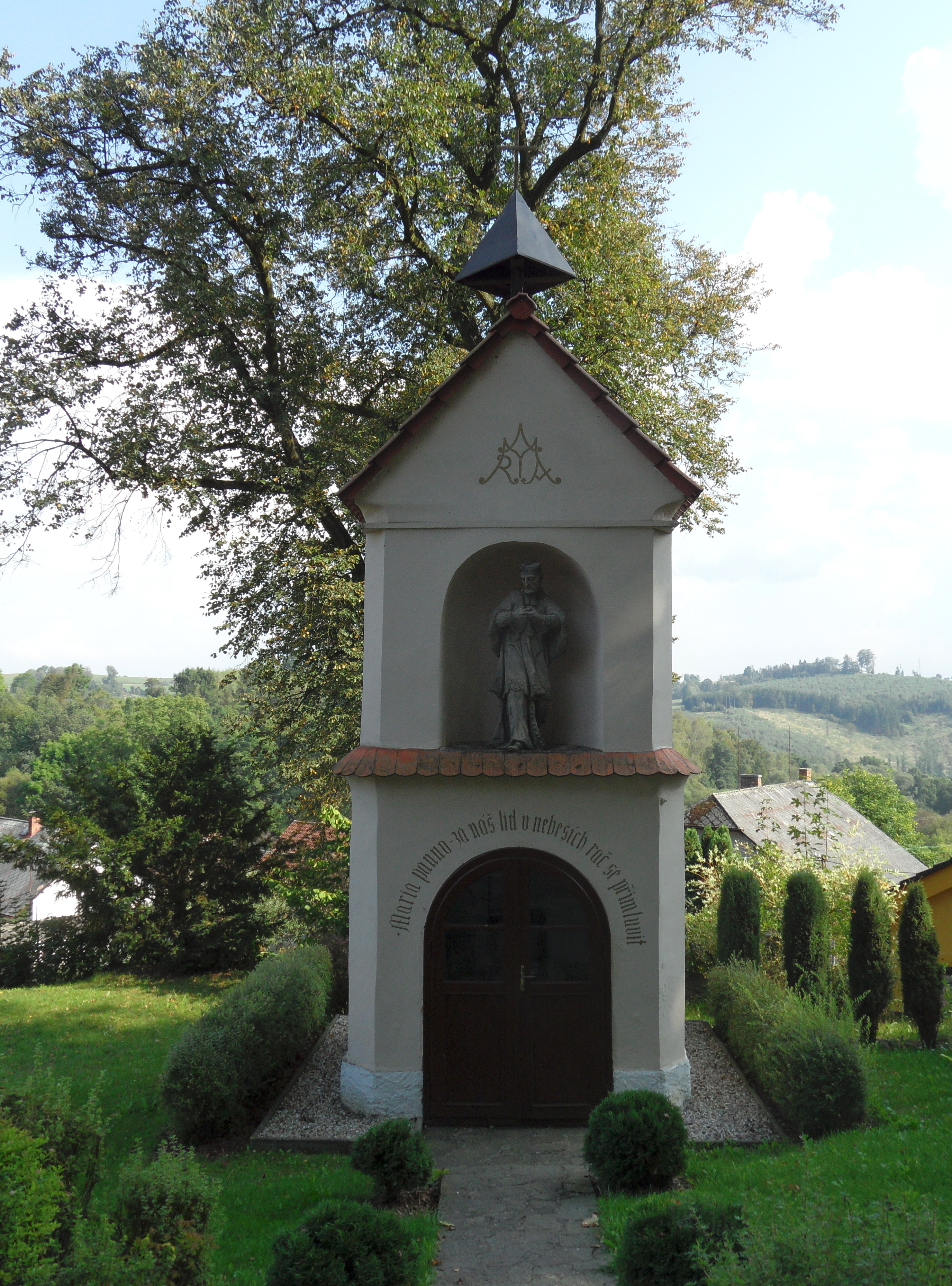
Zvonička
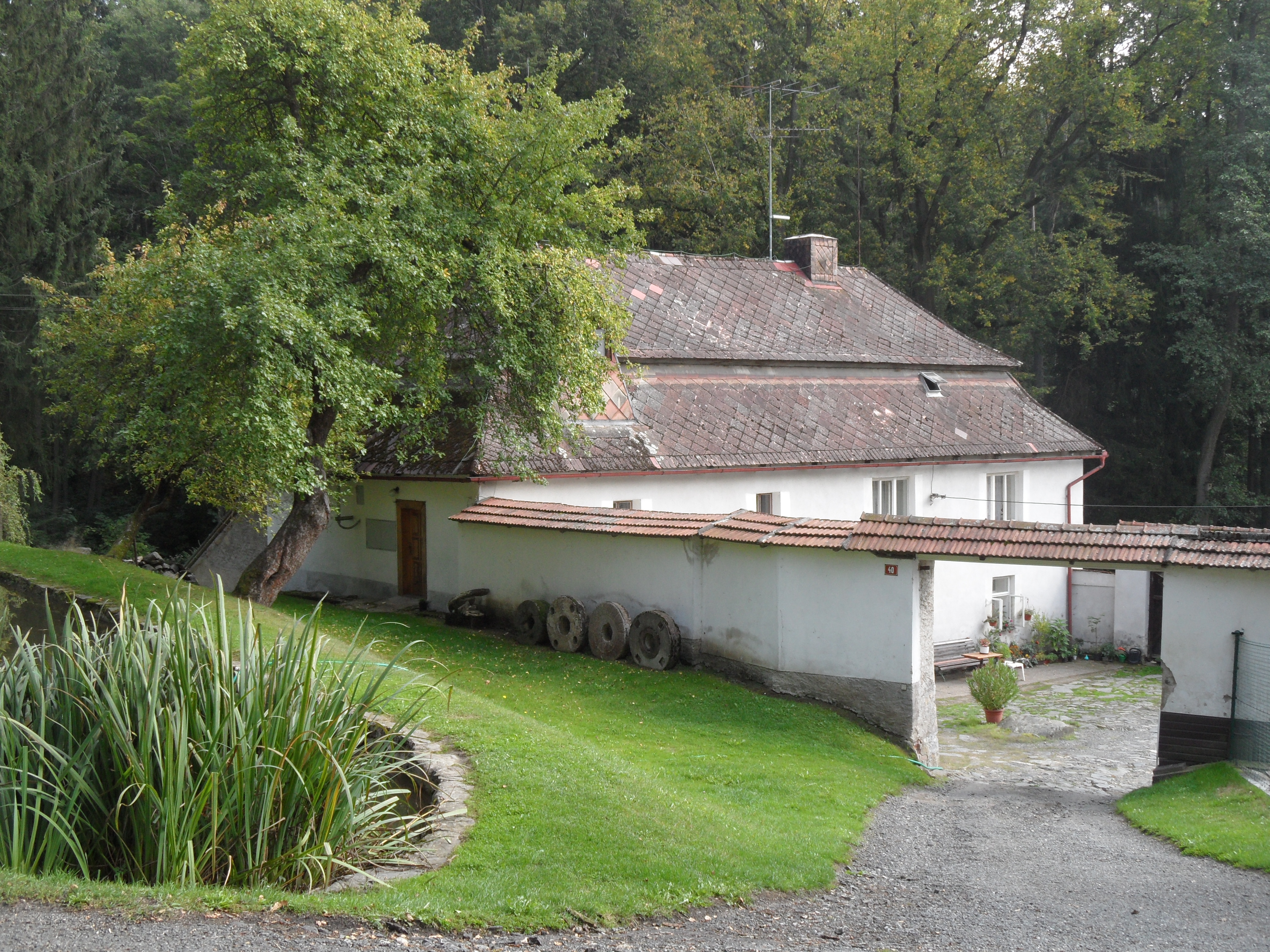
Podhradní mlýn
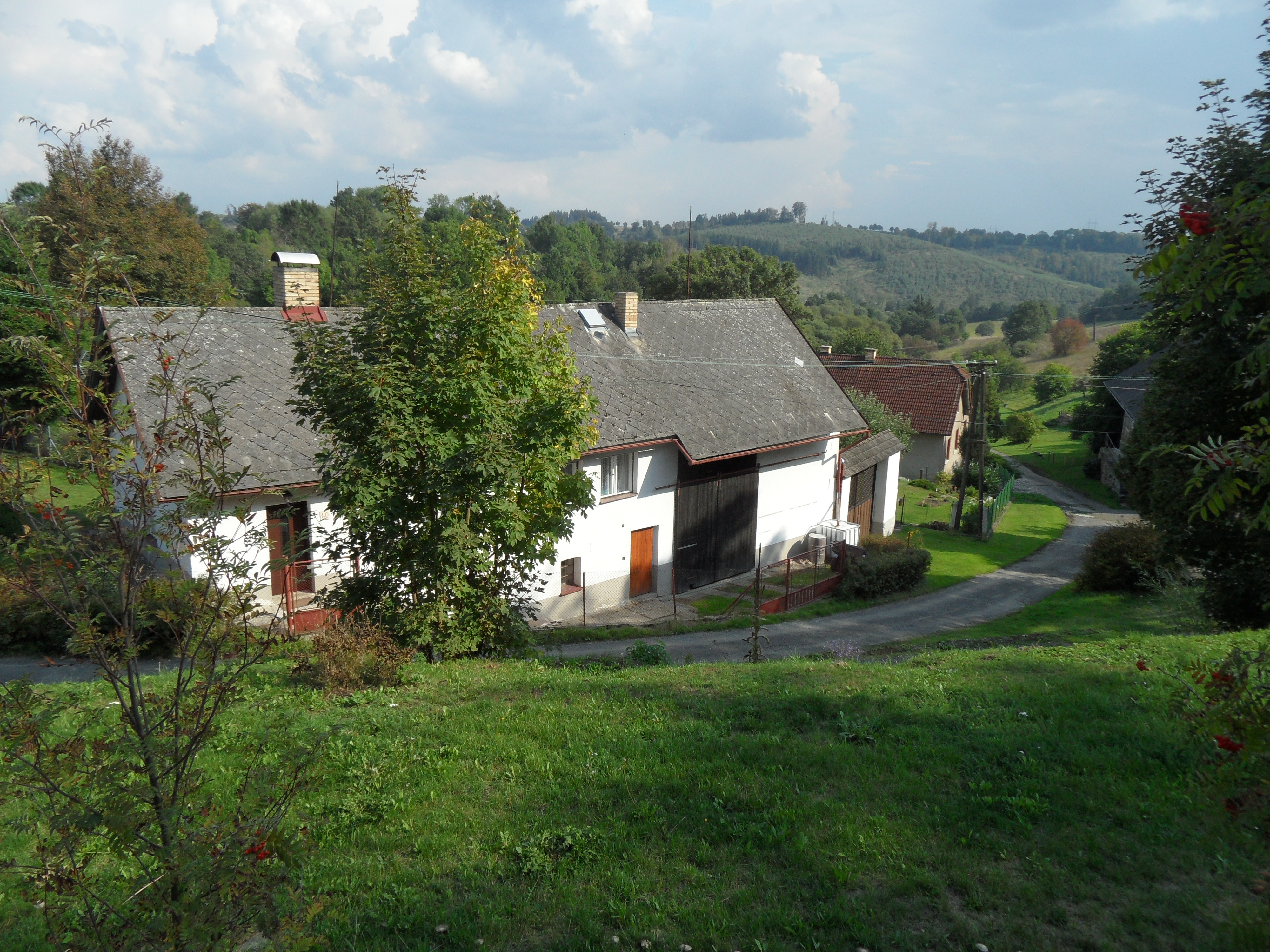
Domy na svahu
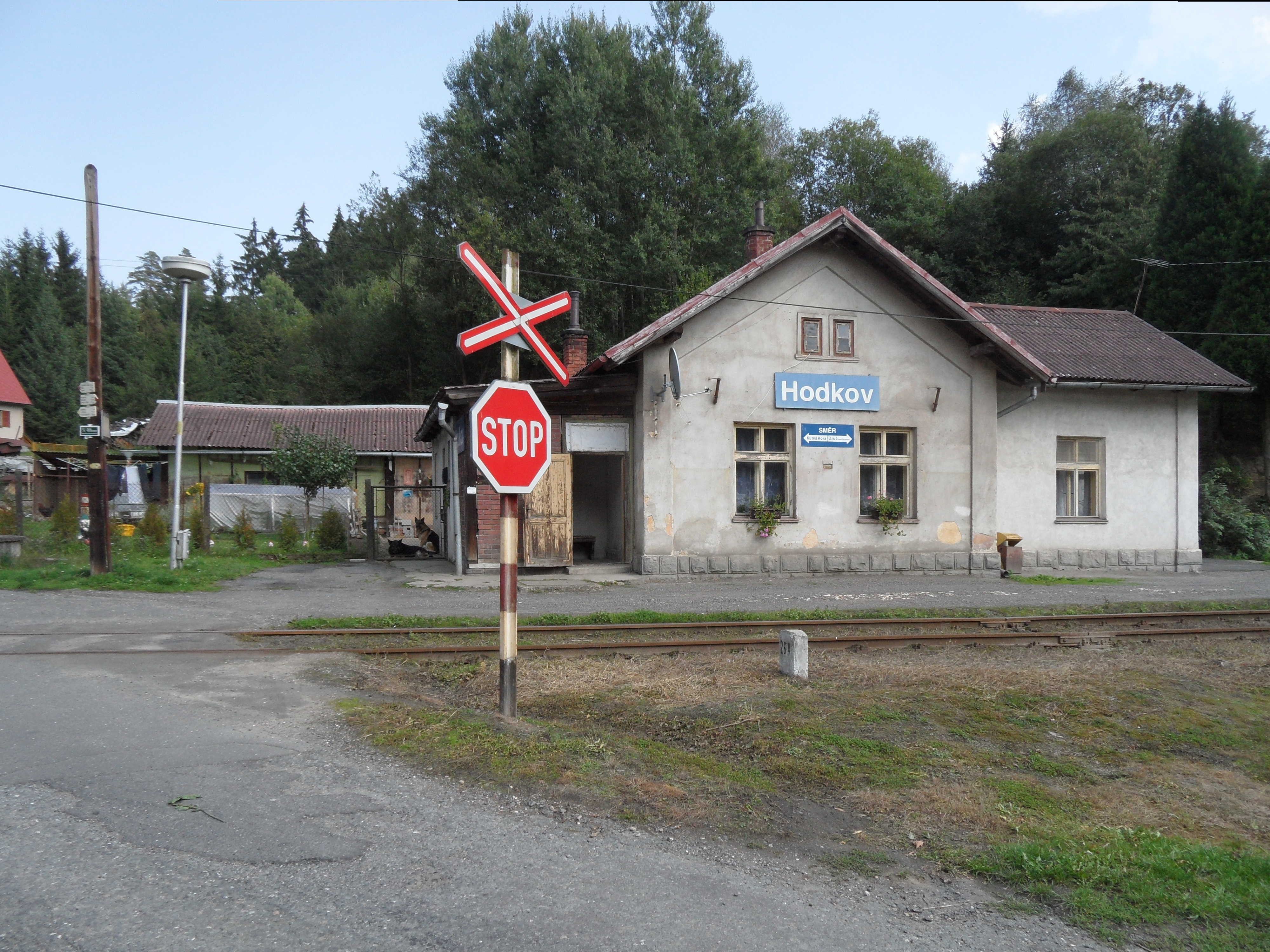
Železniční stanice